# Ivar Leufstadius
Ivar Leufstadius, född 1641 i Österlövsta församling, död 15 mars 1705, var en svensk präst.

## Biografi
Ivar Leufstadius föddes 1641 i Österlövsta församling. Han var son till kyrkoherden Magnus Ivari Leufstadius och Anna Andersdotter. Leufstadius blev i maj 1655 student vid Uppsala universitet och prästvigdes 21 mars 1667 i Uppsala domkyrka till pastorsadjunkt i Överlövsta församling. Han blev 5 juni 1667 huspredikant hos grevinnan Agneta Horn och därefter hos greven Anton von Steinberg. Leufstadius blev 10 november 1669 komminister i Klara församling, Stockholm, tillträdde 1 november 1670 och blev 1680 kyrkoherde i Funbo församling. Han avled 1705 och begravdes 25 maj samma år i Funbo församling

### Familj
Leufstadius var gift med Brita Olsdotter Florenius (död 1694). De fick tillsammans dottern Agneta Leufstadius (1672–1737) som var gift med professorn Carl Skunck vid Uppsala universitet.
Leufstadius gifte sig andra gången med Christina Springer (död 1713).